# Claviger piochardi
Claviger piochardi é uma espécie de insetos coleópteros polífagos pertencente à família Staphylinidae.
A autoridade científica da espécie é Saulcy, tendo sido descrita no ano de 1874.
Trata-se de uma espécie presente no território português.